# Angelo Scola
Angelo Scola (født 7. november 1941 i Malgrate i Italien) er en italiensk kardinal og Ærkebiskop af Milano. Han er nuværende patriark af Venedig ved Markuskirken og har besiddet stillingen siden 2002.
Angelo Scola var en af favoriterne til at tage over efter Benedikt 16., i hvert fald hvis man skulle tro flere internationale netmedier. Hvor han var en af de kardinaler som blev nævnt som bud på en ny pave: